# Parnassia rhombipetala
Parnassia rhombipetala är en benvedsväxtart som beskrevs av B.L. Chai. Parnassia rhombipetala ingår i släktet Parnassia och familjen Celastraceae. Inga underarter finns listade.